# Čimerno
Čimerno – wieś w Słowenii, w gminie Radeče. W 2018 roku liczyła 39 mieszkańców.